# Malagasippus mikeus
Malagasippus mikeus är en insektsart som beskrevs av Marius Descamps och Wintrebert 1966. Malagasippus mikeus ingår i släktet Malagasippus och familjen gräshoppor. Inga underarter finns listade i Catalogue of Life.